# Minsk Arena
Minsk Arena je lední hokejová aréna nacházející se v Minsku, v hlavním městě Běloruska. Je domácí halou hokejového týmu HK Dynamo Minsk, který hraje KHL. Aréna je součástí komplexu, ve kterém se nachází ještě krasobruslařský stadion (3000 diváků) a cyklistický velodrom (2000 diváků). Kapacita arény čítá 15 086 diváků.
Otevřena byla 30. ledna 2010 při příležitosti 2. utkání hvězd KHL. Aréna je také největší nastálo využívaná domácí hala v celé KHL.
Dosud nejvýznamnější událostí, jež se v ní odehrála, bylo mistrovství světa v ledním hokeji 2014, bude se zde hrát i mistrovství v roce 2021. Sloužila jako hlavní aréna mistrovství a odehrála se v ní celá základní skupina B (bylo v ní i domácí Bělorusko), 2 čtvrtfinále, 2 semifinále, zápas o 3. místo a finále. Celkem 34 utkání.

## Akce v aréně
- Junior Eurovision Song Contest 2010
- Mistrovství Evropy v rytmické gymnastice 2011
- Mistrovství světa juniorů v krasobruslení 2012
- Mistrovství světa v ledním hokeji 2014

## Koncerty
Sting, Elton John, Rammstein, Scorpions, Shakira, Jennifer Lopez, Joe Cocker ...